# Christianisme en Algérie

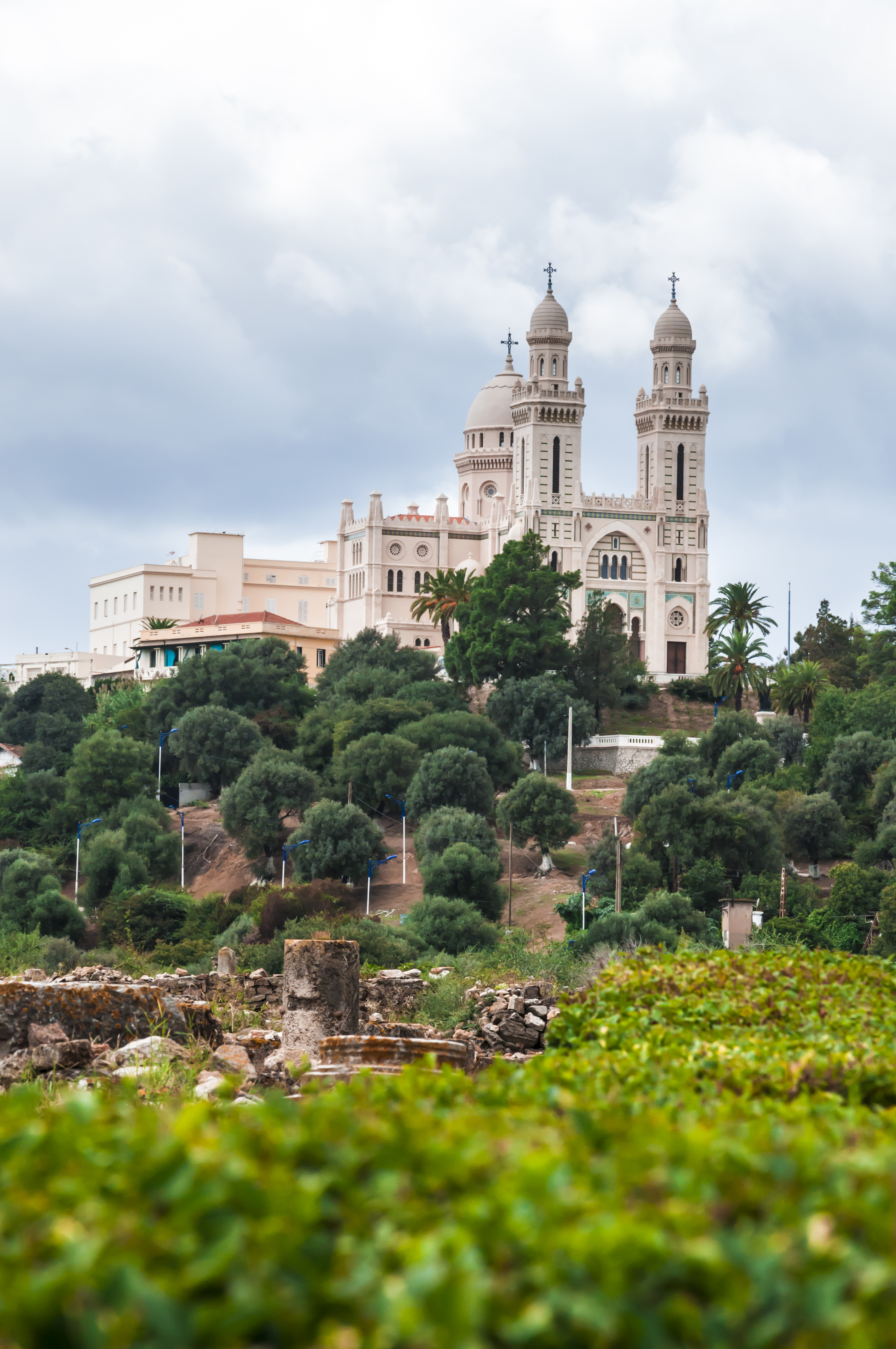
Basilique Saint-Augustin à Annaba.

Le christianisme est introduit en Algérie au cours de l'époque romaine. Son influence connait un certain déclin durant les invasions vandales et se renforce durant la période byzantine, puis tend à disparaitre progressivement avec les invasions arabes au VIIe siècle.
L'Afrique du Nord est principalement musulmane : l'islam est la religion d'État en Algérie, en Libye et au Maroc. Bien que la loi garantisse la liberté de culte, celle-ci est limitée par l'interdiction du prosélytisme.
Les convertis au christianisme peuvent, en effet, faire l'objet d'enquête et de poursuites de la part des autorités, la liberté de culte étant pourtant inscrite dans la Constitution. Bien que le nombre d'adeptes soit bas en Algérie, des églises construites durant la période coloniale existent encore. Il semble, cependant, que le nombre de conversions au christianisme soit en augmentation ces dernières années. Il y avait 0,2 % de chrétiens en Algérie en 2009. L'ONU décompte alors 45 000 catholiques romains et entre 50 000 et 100 000 protestants dans le pays.
Il est arrivé qu'ils soient attaqués en raison de leurs croyances. En 1996, Pierre Claverie, évêque d'Oran, est assassiné par des terroristes. Ce meurtre s'est déroulé peu de temps après celui des moines de Tibéhirine et de six religieuses. Cette période est communément appelée la décennie noire, durant laquelle entre 100 000 et 200 000 Algériens ont perdu la vie.

## Christianisme avant la conquête arabe

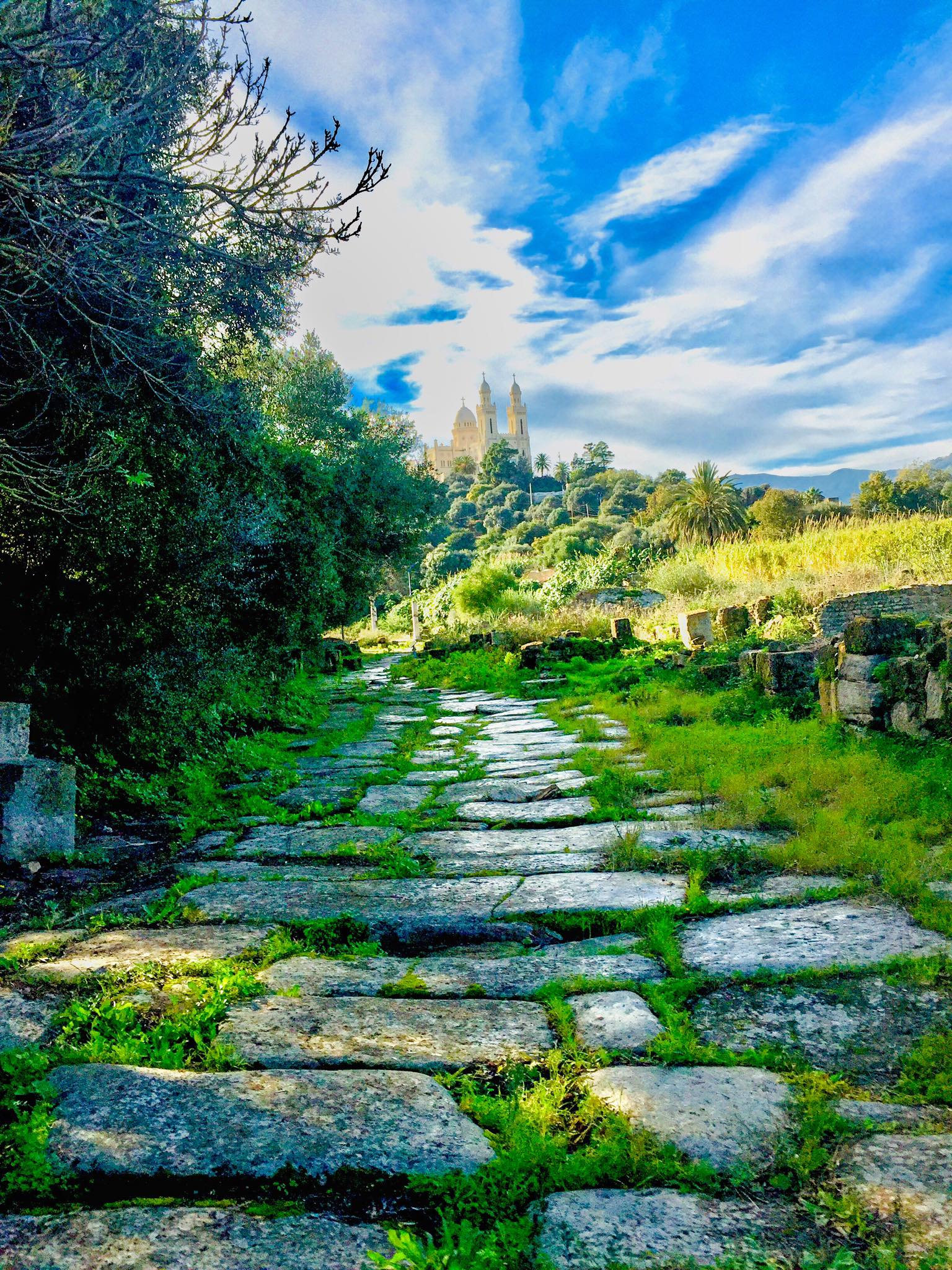
Ruines d’Hippone. Au loin, la basilique Saint-Augustin.

Du temps de la Province d'Afrique (de -146 à +435 environ), dès l'âge apostolique (Ier siècle), l'Algérie est christianisée : christianisme primitif, christianisme en Afrique romaine, christianisme au Maghreb d'époque romaine, à partir de Carthage.
Augustin d'Hippone (354-430, Saint-Augustin, Père de l'Église, Docteur de l'Église) est réputé pour ses ouvrages (De la Trinité, La Cité de Dieu, Confessions) et ses combats contre les hérésies, le donatisme majoritaire, puis le pélagianisme (Concile de Carthage (418)). C'est un des fleurons de la littérature latine d'Afrique romaine.
La persécution des chrétiens dans la Rome antique est active également en Afrique du Nord. Un exemple en est Robba (religieuse donatiste) (384-434).
Différents royaumes berbères, certains au moins partiellement christianisés, se partagent les territoires, dont : royaume du Ouarsenis (430-535), royaume de l'Aurès (484-703), royaume d'Altava (578-708).
Le royaume des Maures et des Romains (429-578), globalement de Berbères romanisés, se réfère à l'Empire byzantin.
Le royaume vandale (435-534) amène l'arianisme sur une large bande côtière (de la Numidie) et dans l'ancienne province d'Afrique (proconsulaire), territoires carthaginois compris, ce qui entraîne des conflits avec certaines populations berbères trinitaires.
La préfecture du prétoire d'Afrique (534-591), puis l'exarchat de Carthage (591-698) rétablissent un christianisme trinitaire.
Avec la conquête musulmane du Maghreb (647-709), suivie d'arabisation et d'islamisation, sur deux générations, les tensions théologiques chrétiennes sont résolues pour longtemps en Algérie (comme au Maroc, en Tunisie, Libye et Égypte).

### Les saints d'Algérie
- Saint Maximilien de Théveste, né vers 274 et mort vers 295 ap. J.-C., jeune chrétien et martyr numide. Il refusa de servir dans l'armée pendant l'occupation romaine en Numidie. En l’an 295, Maximilianus a été appelé à servir dans les légions romaines à l’âge de 21 ans, en tant que fils d’un ancien soldat dans l'armée romaine. Il aurait toutefois déclaré au proconsul Dion Cassius que ses convictions religieuses lui interdisaient de porter les armes. Comme il persistait dans son refus, le proconsul le fit décapiter. Il est reconnu comme martyr par l'Église sous le nom Sanctus Maximilianus et considéré comme le premier objecteur de conscience de l'histoire. Il est fêté le 12 mars.

- Sainte Crispine de Théveste, sainte martyrisée à Tébessa (Théveste) (ou Thagaste) en 304 par Caius Annius Anullinus, originaire de Thagora. Lors de la persécution de Dioclétien, le décret parut en 304 prescrit à tous les habitants de « sacrifier et faire des libations aux dieux romains », sous peine de mort en cas de refus. Crispine appartient à une famille sénatoriale, d'après Augustin d'Hippone, elle est mariée et a des enfants. Crispine est arrêtée et interrogée par le proconsul Caius Annius Anullinus. Celui-ci lui demande de sacrifier aux dieux romains. Elle lui répond « je n'ai jamais sacrifié et je ne sacrifierai pas, sinon au Dieu unique et vrai et à notre Seigneur Jésus-Christ, son Fils, qui est né et a souffert ». Furieux, le proconsul lui intime l'ordre de sacrifier à ses dieux, elle refuse, et le proconsul, furieux, la condamne à mort. Elle est décapitée par l'épée. Elle est fêtée le 5 décembre. Ce même jour, d'autres martyrs de la même ville sont également fêtés dans l'Église catholique.

- Sainte Marcienne de Césarée : née à la fin du IIIe siècle à Rusuccuru (aujourd’hui Dellys) et morte martyre vers 303 à Césarée de Maurétanie (aujourd’hui Cherchell), est une jeune femme berbère convertie au christianisme et fêtée le 11 juillet par l’Église catholique.

- Saint Optat de Milève : mort avant 397, est l'auteur du Traité contre les donatistes rédigé en partie sous le règne de Valens et de Valentinien Ier (vers 364-367) et achevé sous le règne de Théodose Ier (vers 385). Le nom d'Optat fut inscrit au martyrologe romain lors de la révision effectuée sous Grégoire XIII : Martyrologium romanum, ad diem IV Junii (4 juin) : Mileui in Numidia sancti Optati episcopi doctrina et sanctitate conspicui.

- Sainte Monique d'Hippone : née en c. 332 à Thagaste dans l'Empire romain (aujourd'hui Souk Ahras en Algérie) et décédée en 387 à Ostie (aujourd'hui en Italie), est une chrétienne d'origine berbère. Son fils, Augustin, un des plus grands théologiens chrétiens, lui a rendu un vibrant hommage, particulièrement dans ses Confessions, ouvrage qui reste la principale source d'information biographique à son sujet. Reconnue sainte par l'Église catholique romaine et l'Église orthodoxe, elle est fêtée le 27 août, veille de la fête de son fils. Toutefois, dans l'ancien rite tridentin ancien jusque dans les missels de 1962, et en Wallonie, elle est fêtée le 4 mai.

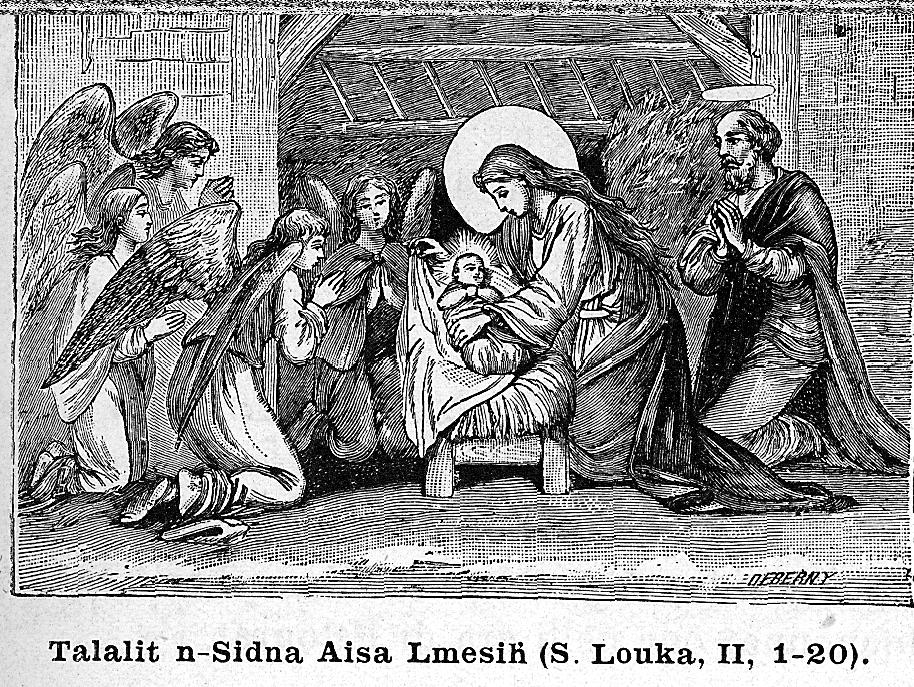
Naissance de Jésus dans un livre catholique kabyle.

- Saint Augustin d'Hippone : il naît en 354 en Algérie et meurt en 430 en Algérie également. Très jeune il possède une prodigieuse culture philosophique. Sa conversion au christianisme le conduit à rédiger sa biographie qui représentera une des plus grandes œuvres de la littérature mondiale. Plus tard professeur à Milan il sera définitivement converti au christianisme et il sera baptisé. Pour célébrer l'évènement il rédige avec l'évêque Ambroise le "Te Deum". À partir d'un moment il se consacre entièrement à la vie apostolique comme prêtre puis comme évêque d'Hippone[3],[4]. De nos jours, Saint Augustin est reconnu comme une figure religieuse en Algérie, et comme un écrivain de l'histoire , et du patrimoine de l'Algérie, même si ses écrits sont en Latin.

- Saint Pétilien de Cirta est évêque de Cirta après 394 jusqu'en 411. Né vers 365 à Cirta en Numidie impériale et mort après 419, il est l'une des principales figures du mouvement donatiste et opposant d'Augustin d'Hippone.

- Saint Possidius de Calame : est évêque de Calama en royaume de Numidie (actuelle Guelma en l'Algérie) au Ve siècle. Il a été disciple et biographe d'Augustin d'Hippone. C'est un saint chrétien fêté le 17 mai. Possidius a été membre de la communauté monastique d'Augustin à Hippone, avec Alypius. Vers 397, il est élu évêque de Calame. Là, il fait face à l’opposition des donatistes. Il est choisi avec Alypius et Augustin pour représenter les évêques orthodoxes à la conférence de Carthage avec les donatistes en 411.

- Saint Alypius de Thagaste : né à Thagaste en Numidie (aujourd’hui Souk Ahras en Algérie) vers 360, et mort vers 430, a été évêque de Thagaste de 395 jusqu’à sa mort. Contemporain d'Augustin d'Hippone, il a aussi été l’un de ses plus proches amis. C'est un saint de l'Église catholique romaine dont la fête est célébrée le 15 août.Naissance de Jésus dans un livre catholique kabyle.

## Christianisme après la conquête arabe
Généralement, on considère que la conquête arabe a mis fin au christianisme en Algérie pour plusieurs siècles. L'analyse classique est que l'église a manqué, à cette époque, d'un monachisme fort et souffrait toujours d'hérésies comme le donatisme. On lui oppose souvent le cas de l'Église copte égyptienne qui possédait une forte tradition de monachisme qui lui permit de rester majoritaire jusqu'au XIVe siècle.
Cependant, un nouveau courant contredit cette idée. Il s'appuie sur des preuves d'existence de communautés chrétiennes entre la Tripolitaine et le Maroc plusieurs siècles après l'achèvement de la conquête arabe. On retrouve l'une d'entre elles à Qal'a dans le centre de l'Algérie vers 1114. On trouve également des preuves de pèlerinages religieux, après 850, sur des tombeaux de saints chrétiens situés à l'extérieur de la ville de Carthage, ainsi que des indices de contacts avec les chrétiens de l'Al-Andalus (Espagne musulmane). De plus, des réformes calendaires entreprises en Europe sont suivies par les communautés chrétiennes de Tunis, ce qui n'aurait pas été possible sans des liens avec Rome.
Le christianisme local est mis sous pression avec l'avènement des Almoravides et des Almohades. Une lettre des archives catholiques datant du XIVe siècle montre qu'il existait encore quatre évêques en Afrique du Nord à cette période, chiffre largement en baisse face aux 400 recensés avant l'invasion. Des berbères chrétiens ont continué à vivre à Tunis et à Nefzaoua jusqu'au début du XVe siècle. 
Sérapion d'Alger (1179-1240) est un martyr chrétien, d'origine irlandaise ou écossaise, religieux de l'Ordre de Notre-Dame-de-la-Merci (Mercédaires) chargé de négocier le rachat des chrétiens tenus en esclavage.
Sous la Régence d'Alger (1516-1830), la traite des esclaves de Barbarie est régulée à partir de la création des Échelles du Levant, à la suite des capitulations entre François Ier et Soliman le Magnifique en 1536.

## Sous l'Algérie coloniale (1830-1962)

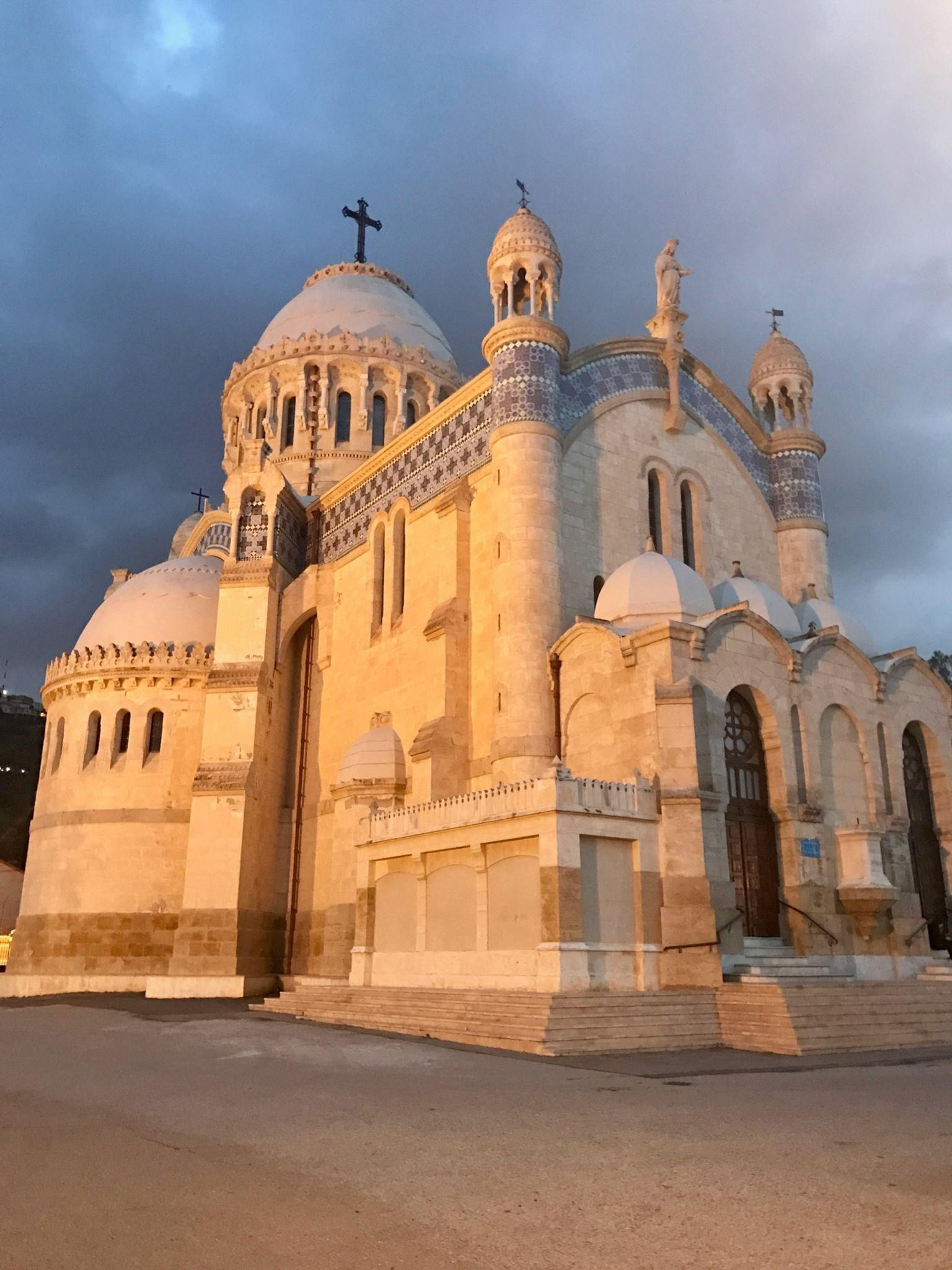
Basilique Notre Dame d'Afrique à Alger.

L'Église chrétienne est réintroduite en Algérie après la conquête française avec la création du diocèse d'Alger en 1838 (devenu archidiocèse d'Alger en 1866) et du consistoire protestant d'Alger en 1839. Le prosélytisme à destination de la population musulmane est dans un premier temps strictement interdit. Plus tard, l'interdiction est moins vigoureuse, mais peu de conversions ont lieu. 
Plusieurs missions catholiques établies en Algérie ont œuvré de façon caritative et mené des missions humanitaires : construction d'écoles, d'ateliers de fabrication, d'hôpitaux et formation du personnel de ces nouveaux établissements. De leur côté les protestants fondent un important orphelinat à Dély-Ibrahim, des bibliothèques populaires et des écoles privées protestantes. Certains des missionnaires de ces organisations restent dans le pays après l'indépendance, travaillant auprès des populations les plus pauvres. 
Napoléon III, après le massacre de Damas (1860) et l'intervention de l'émir Abdelkader en exil, lance le projet d'un "royaume arabe" en Algérie, assurant « l'égalité parfaite entre indigènes et européens »,, inspiré par Ismaÿl Urbain (1812-1884) (L’Algérie pour les Algériens (1861), L’Algérie française : indigènes et immigrants (1870)), puis Émile Masqueray (1843-1894). Le projet disparaît très vite, au plus tard à la fin de l'Empire, dès 1870, quand les israélites qui vivent en Algérie depuis plusieurs siècles (sous statut de dhimmi), deviennent citoyens français par le décret Crémieux et participent désormais officiellement du melting pot ou creuset algérien.
Peu d'« indigènes » se sont convertis au christianisme, les autorités françaises ne poussant pas ou freinant les efforts d'évangélisation. La Convention franco-algérienne de 1830 interdit en effet le prosélytisme. On estime cependant qu'il y avait en 1935 une dizaine de milliers de Kabyles chrétiens.
Le pays est, alors, divisé quatre diocèses dont un Archidiocèse :
- Archidiocèse d'Alger,
  - Diocèse d'Oran,
  - Diocèse de Constantine-Hippone,
- Diocèse de Laghouat (dépendant directement du Saint-Siège).

Durant la période française, le nombre de chrétiens a atteint un million de personnes en Algérie, mais la plupart d'entre eux (au moins 800 000) partent avant ou après l'indépendance en 1962.

### Christianisme en Kabylie

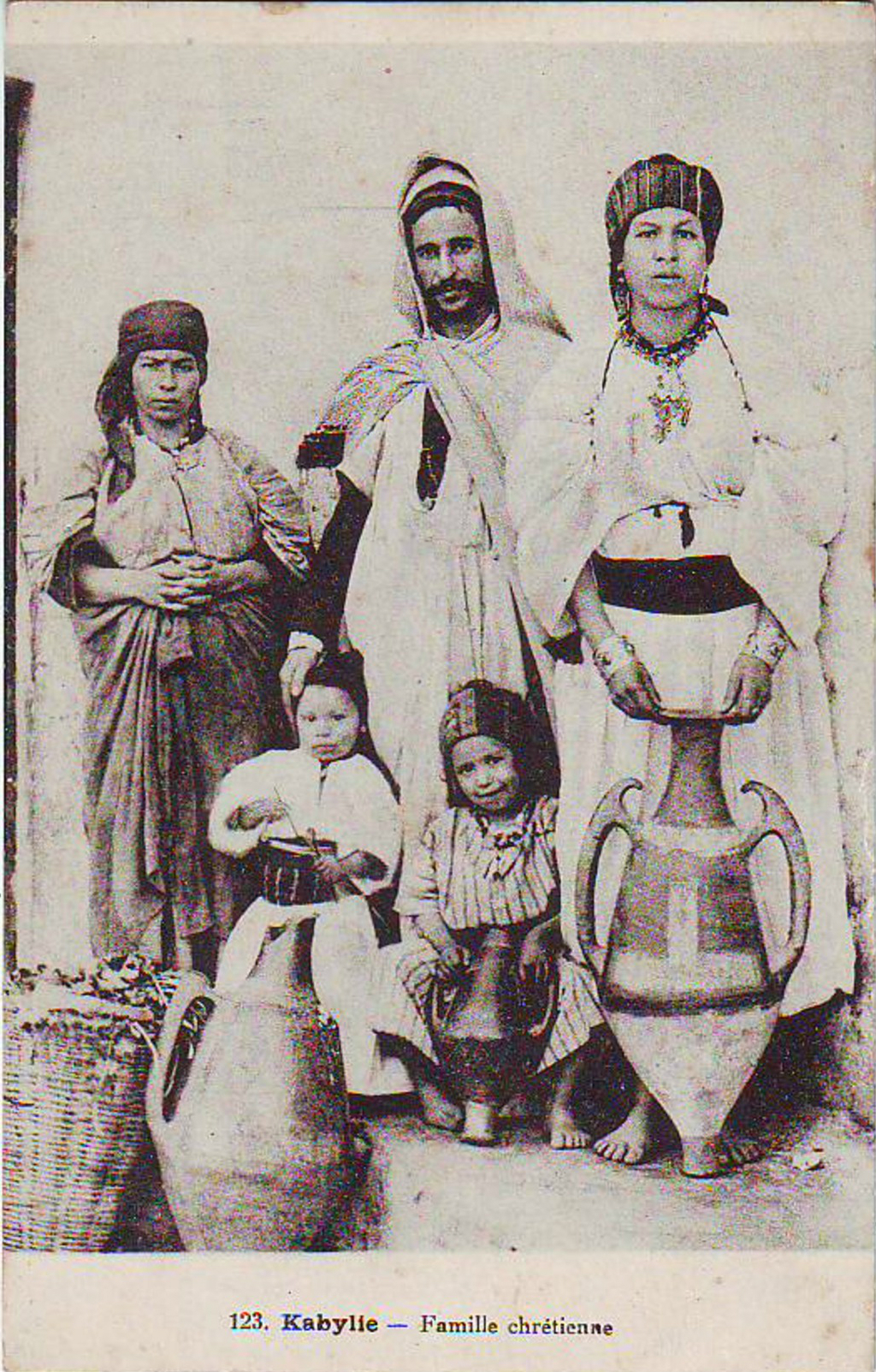
Famille chrétienne de Kabylie.

Le projet de conversion des Kabyles est à l’initiative de Charles de Lavigerie, évêque de Nancy nommé à l’archevêché d’Alger en 1867. Sa nomination à Alger lui laisse entrevoir la possibilité d’entreprendre un projet de conversion de grande ampleur ; celle du continent africain tout entier. Selon lui, l’Algérie « n’est qu’une porte ouverte par la providence sur un continent barbare de deux cents millions d’âmes et que c’était là surtout qu’il fallait porter l’œuvre de l’apostolat catholique ». Dès sa nomination, il s’intéresse à la Kabylie qui retient toute son attention et mobilise une partie de son énergie. Sa position officielle ne lui permettant pas d’agir directement sur le terrain, il fonde la Société des Missionnaires d’Afrique, plus connue sous le nom de la Société des Pères Blancs. Ces derniers n’étaient pourtant pas les premiers religieux à s’installer en Kabylie. En effet, les missionnaires jésuites avaient déjà investi le terrain, à la fin des années 1840, pour y implanter quelques postes mais sans réelle action concrète sur place. Ces Jésuites étaient présents pour encadrer les garnisons militaires et les quelques dizaines de civils qui s’étaient lancés dans l’aventure coloniale en Kabylie.
Lavigerie, dans son projet de christianiser la Kabylie, instrumentalisa toute l’imagerie coloniale qui alimenta abondamment le mythe kabyle de la deuxième moitié du xixe siècle. Ce dernier accentuait particulièrement l’origine supposée européenne des Kabyles (germanique ou celte, voire romaine) et un certain nombre de traits communs avec les Européens qui aurait rendu leur assimilation possible. Sa vision caricaturale de l’histoire religieuse de l’Afrique du Nord selon laquelle tous les Berbères auraient adhéré à la religion chrétienne à l’époque romaine laissait supposer, selon lui, tout un fond de traditions et de pratiques chrétiennes qui ne demandaient qu’à resurgir. Des travaux statistiques, publiés dans les années 1860 et qui firent longtemps autorité, viennent renforcer cette thèse. On estimait, alors, que l’Algérie comptait 1 200 000 Berbères arabophones, 1 000 000 de Berbères berbérophones et 500 000 Arabes. Les Berbères étant le nombre et les Arabes la minorité. L’exploitation de Lavigerie du mythe berbère notamment par son aspect fortement assimilationniste et les différentes expérimentations menées par les autorités coloniales ont fait de la Kabylie la région pilote de projets divers. Car elle réunissait, à elle seule, des critères spécifiques : densité de la population, sédentarité traditionnelle ; mais aussi des changements qui annonçaient les mutations futures : les débuts de l’émigration, des institutions traditionnelles rendues caduques par l’administration coloniale, la confrontation avec l’économie de marché. Les tentatives d’évangélisation de Lavigerie s’inscrivent donc dans une politique coloniale plus globale. Région d’expérimentations politiques mais également région où les projections idéologiques étaient multiples.

#### Village de Taourirt Abdallah-Ouadhias (Paroisse Notre-Dame des Sept Douleurs)
Entre 1888 et 1970, on dénombre :

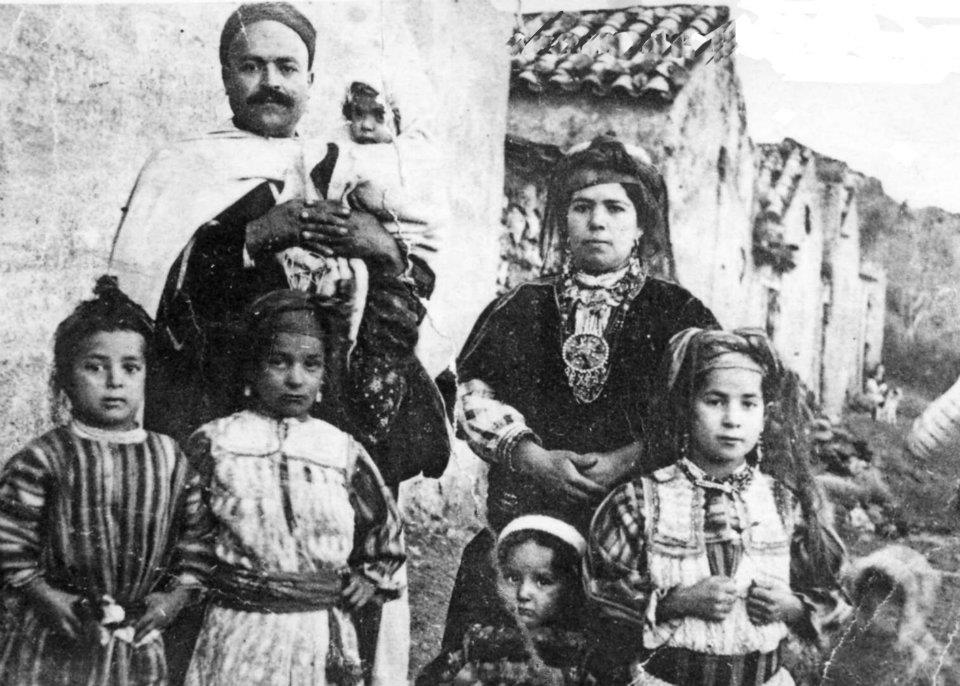
Famille chrétienne de Grande Kabylie.

- 528 Baptêmes (dont une proportion non négligeable d’enfants et adolescents), soit une moyenne de 6,3 baptêmes par an ;
- 104 mariages, soit une moyenne de 1,25 mariage par an.
Ce groupe de Kabyles chrétiens est marqué par un processus migratoire précoce. Dès les années 1920, et pour certaines au cours de la décennie précédente, les familles émigrent, dans un premier temps à Alger et dans les grandes villes algériennes puis en Tunisie et dans un second temps (années 1950-1960) vers la France. Il semblerait que, dès les premières conversions, cette émigration ait été inévitable. Instruits, diplômés, encadrés par les Missionnaires, les Kabyles chrétiens ont très tôt formé une élite sociale et professionnelle. D’où une ascension sociale spectaculaire dans un cadre aussi pauvre et rural que celui de la société Kabyle, mais également une déconnexion tout aussi rapide avec le milieu d’origine. La conversion ayant été probablement le facteur déterminant à leur émergence dans la société kabyle (car la réussite a été facilitée par un cadre scolaire missionnaire performant) mais également facteur d’exil et de déracinement. Jean Amrouche, le Kabyle chrétien le plus célèbre sans doute, a remarquablement montré la douleur de cet exil et le malaise identitaire ressenti surtout par les deux premières générations.

## Depuis l'indépendance
Environ 800 000 Pieds-noirs, majoritairement chrétiens, sont rapatriés en France.
Au début des années 1980, 45 000 chrétiens vivent en Algérie. La plupart sont des étrangers ou des Algérien(ne)s marié(e)s à des Européen(ne)s.

### Catholicisme

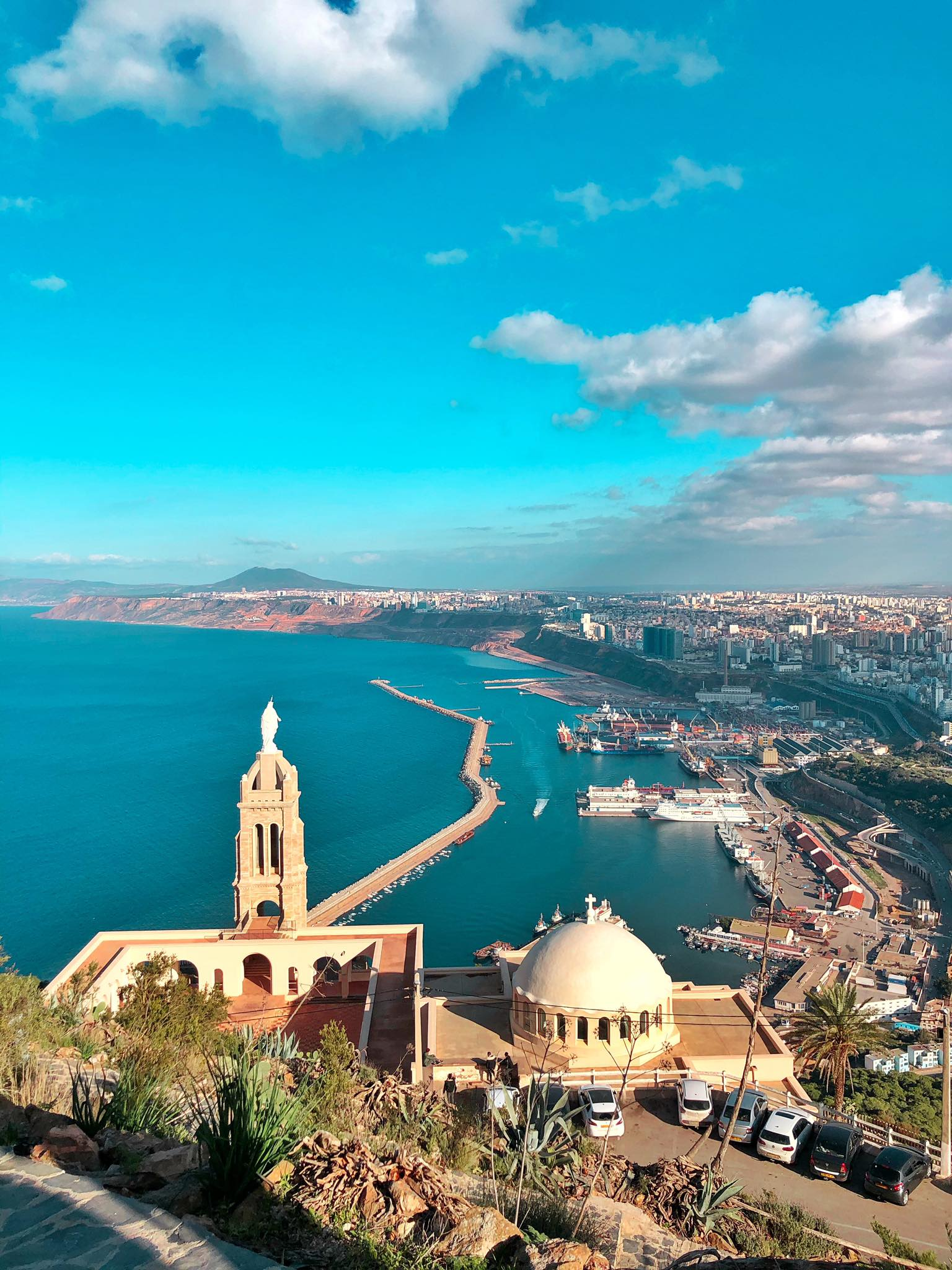
Chapelle Santa Cruz, Oran.

Après l'indépendance de l'Algérie en 1962, les catholiques ont quitté massivement le pays.
De 1963 à 1973, la quasi-totalité des églises des villes et villages d'Oranie sont remises aux autorités algériennes. Elles sont transformées en mosquées ou bâtiments culturels, et parfois désaffectées.
La communauté catholique se réduit encore notablement pendant la décennie noire de la guerre civile algérienne des années 1990. Pendant cette période, 19 religieux, religieuses et prêtres sont assassinés, dont en 1996 sept moines du monastère de Tibhirine et l'évêque d'Oran Pierre Claverie.
Les catholiques représentent en 2019 quelques milliers de personnes en Algérie. Elle est composée en majorité de croyants venus d'Afrique subsaharienne et refuse le prosélytisme même si elle accueille quelques conversions. L'Église catholique en Algérie se compose d'une province ecclésiastique et d'un diocèse :
- Province ecclésiastique d'Alger
  - L'archidiocèse métropolitain d'Alger
  - Le diocèse de Constantine-Hippone (suffragant)
  - Le diocèse d'Oran (suffragant)
- Le diocèse de Laghouat-Ghardaïa (Sahara) (rattaché au Saint-Siège)

### Protestantisme
Les protestants sont entre 50 000 et 100 000 en Algérie. Une estimation de 2022 donne entre 30 000 et 100 000 protestants évangéliques. Cette petite communauté pratique généralement sa foi sans entrave de la part des autorités, mais des incidents un peu plus fréquents ont été rapportés dans les années 2000. On permet aux groupes de missionnaires de conduire des activités humanitaires sans interférence gouvernementale tant qu'ils sont discrets et ne pratiquent pas le prosélytisme de façon ouverte. Depuis 2006, toute action à destination des musulmans de la part des missionnaires peut être punie de 5 ans d'emprisonnement. Il est également obligatoire de demander à une commission toute ouverture d'un lieu de culte, mais celle-ci n'a toujours pas été mise en place en 2019, permettant de facto à l'administration de fermer arbitrairement des lieux de culte.
Les protestants sont majoritairement issus de conversions depuis l'islam. Depuis novembre 2017, 17 Eglises, membres de l’Eglise protestante d’Algérie, ont été fermées par les autorités algériennes, qui justifient ces fermetures par le fait que ces Eglises n’ont pas obtenues d’autorisation de la part de la Commission nationale de l’exercice des cultes non musulmans,. Selon l’Eglise protestante d’Algérie, cette Commission s’est toujours refusée à accorder la moindre autorisation aux communautés protestantes évangéliques. Ces fermetures sont vécues par les protestants comme des représailles face aux conversions d'Algériens musulmans. La Kabylie est particulièrement visée par les fermetures,.
Le dernier rapport du Comité des droits de l’homme, datant de 2018, a exprimé l’inquiétude du comité concernant le risque de criminalisation des activités non-musulmanes, la fermeture d’églises et les attaques et intimidations contre les personnes ne faisant pas le Ramadan.
De plus, le Rapporteur spécial sur la liberté de religion ou de conviction en collaboration avec divers autres rapporteurs spéciaux de l’ONU ont adressé deux communications au gouvernement algérien. Une première lettre, datant du 4 octobre 2018, exprime leur préoccupation quant aux « barrières administratives et judiciaires auxquelles font face les membres de la minorité chrétienne » et la deuxième, datant du 2 décembre 2020, mentionne une « campagne de fermeture administrative » . Seule la deuxième lettre fut l’objet d’une réponse, en deux parties, dans laquelle le gouvernement algérien affirme que « les allégations concernant la situation des protestants en Algérie sont fausses et infondées »,.
Cependant, diverses déclarations conjointes d’ONG et d’organisations internationales, notamment de l’Alliance évangélique mondiale et du Conseil œcuménique des Eglises, ont continué d’enjoindre les autorités algériennes à réviser leur cadre légal concernant les minorités religieuses en conformité avec leurs obligations internationales en matière de droit à la liberté de religion ou de conviction, permettre la réouverture de toutes les églises protestantes et annuler les condamnations de certains chrétiens,,
L'Église protestante d'Algérie (1972) est une union de l'Église méthodiste et de l'Église réformée, elle compte environ 10 000 membres. Elle est l'une des deux seules institutions chrétiennes du pays officiellement reconnues. Selon l'International Christian Concern (en), la plupart des chrétiens se réunissent dans des maisons afin de se protéger.
Institutions protestantes en Algérie:
- Armée du salut (1934-1970)
- Assemblées de Dieu
- Église adventiste du Septième Jour[33]
- Église Évangélique Copte
- Église protestante d'Algérie (1972)
- Assemblées de Frères : Frères Larges[34]
- Diocèse Anglican d'Afrique du Nord (en)
- Mission Baptiste Évangélique
- Mission Biblique de Ghardaia
- Mission d'Afrique du Nord
- Mission Évangélique au Sahara
- Mission Évangélique de Médéa
- Mission Évangélique du Sahara

### Personnalités du XXe siècle
- Vital Rodier (1839-1904), inventeur de la clémentine
- Marie-Renée Roudaut (en) (1847-1930)
- Alfred Louis Delattre (1850-1932)
- Charles de Foucauld (1858-1916)
- Gaston Marie Jacquier (en) (1904-1976)
- Pierre Claverie (1938-1996)
- Henri Teissier (1929-2020)
- Martyrs d'Algérie (1994-1996)

### Édifices religieux
Depuis l'indépendance, la plupart des édifices religieux (basiliques, églises, chapelles, monastères), remis aux autorités, ont été abandonnés, nationalisés ou socialisés, changés d'affectation (mosquée, musée, administration, etc.).
Désormais, la liste des cathédrales d'Algérie donne quelques basiliques remarquables :
- Basilique Notre-Dame-d'Afrique (Alger-Bologhine, 1872)),
- Basilique Saint-Augustin d'Annaba (1881-1900).

La basilique Sainte-Salsa de Tipasa et la basilique Sainte-Crispine de Tébessa sont des ruines d'époque romaine.
Depuis 1990, plusieurs édifices religieux, catholiques et protestants, sont fermés, administrativement, pour non-conformité à la réglementation (sécurité), sans doute plutôt pour limiter tout risque de prosélytisme.

### Cimetières
La question du maintien et de l'entretien des cimetières chrétiens (et israélites), français et européens, se pose depuis l'indépendance,,.
Pour exemples : cimetière Saint-Eugène et cimetière israélite de Saint-Eugène à Alger-Bologhine.

#### Antiquité, antiquité tardive
- Afrique romaine, Province d'Afrique (146-vers 450)
- Christianity in the Roman Africa province (en) (plus complet pour l'époque romaine)
- Archidiocèse de Carthage, établi vers 50, repris vers 1461
- Sièges épiscopaux de la province d'Afrique (en)
- Rite africain (en)
- Pélagianisme, Donatisme, Donatus Magnus
- Littérature latine d'Afrique romaine
- Saints chrétiens catholiques de l'Algérie antique
- Saints numides (en)
- Royaume Berbère Chrétien en Numidie | Royaume d'Altava | Royaume de l'Aurès
- Histoire des Juifs en Algérie (Judéo-Berbères, puis Juifs d'Espagne)
- Synode de Hippo Regius

#### Moyen Âge
- Conquête musulmane du Maghreb (647-709)

#### Époque moderne
- Millet (Empire ottoman), Gens du Livre
- Missionnaires d'Afrique (Pères blancs | Abbaye Notre-Dame de l'Atlas (Monastère de Tibhirine)
- Abdelkader ibn Muhieddine (1808-1833), au moins pour son rôle de défenseur des chrétiens lors du massacre de Damas (1860)

#### Époque contemporaine
- Littérature maghrébine francophone, Algérianisme
- Conférence des évêques de la région Nord de l'Afrique (1966)
- Martyrs d'Algérie (1994-1996)
- Pierre Rabhi (1938-2021)
- Dominique Ouattara (1953-)
- Édifices religieux en Algérie
- Cimetières en Algérie